# José Carlos De Nardi

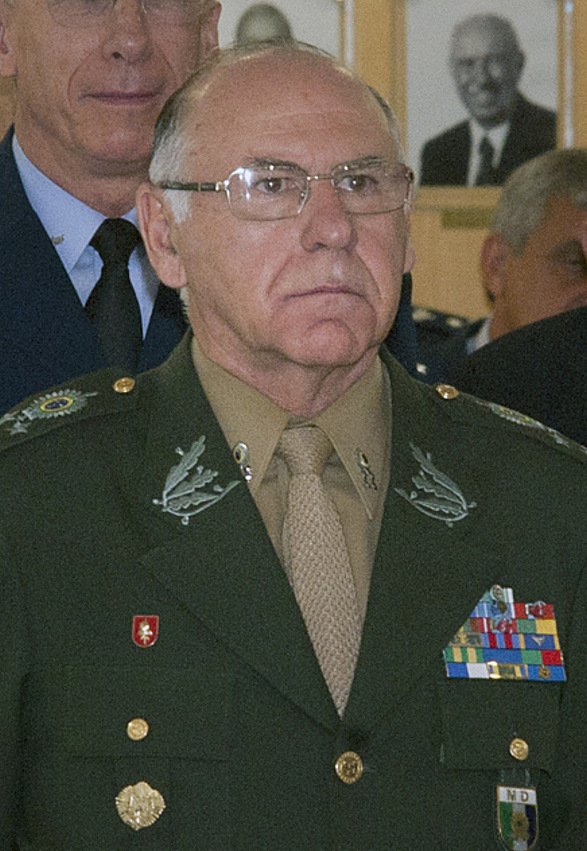
José Carlos De Nardi im März 2012

José Carlos De Nardi (* 6. Januar 1944 in Farroupilha) ist ein General  und Stabschef der brasilianischen Streitkräfte.

## Militärische Laufbahn
De Nardi trat am 1. März 1961 in den Militärdienst ein. Er absolvierte die Militärakademie für Offiziersanwärter der Artillerie in Agulhas Negras nahe Resende, die er 1967 erfolgreich abschloss. Er studierte Wirtschaftswissenschaften an der Päpstlichen Katholischen Universität von Rio Grande do Sul (PUCRS-RG) und machte 1973 seinen Bachelor. Danach folgte ein Kurs zum Artillerieoffizier und absolvierte dort 1977 seinen Master in Militäranwendungen. 1982 wird er Doktor der Militärwissenschaften.
Von 1984 bis 1985 war er Generalstabsoffizier der 8. motorisierten Infanteriebrigade in Pelotas. Danach bis 1987 Ausbilder an der Offiziersschule in Rio de Janeiro. Von 1988 bis 1990 folgt die Verwendung im Verteidigungsministerium. Von 1991 bis 1992 ist er im Rang eines Obersts (Coronel) Kommandeur der 3. Flugabwehr-Artilleriegruppe in Caxias do Sul. 1994 bis 1995 ist er Militärattaché an der Botschaft von Brasilien in Santiago de Chile in Chile und wird danach erneut bis 1996 im Verteidigungsministerium eingesetzt. Am 31. März 1998 erfolgte die Beförderung zum Brigadegeneral und bis 1999 die Übernahme des Kommandos der Artillerieeinheiten der 6. Heeresdivision in Porto Alegre. 2000 wird er Stellvertretender Leiter für Logistik im Generalstab des Verteidigungsministeriums. Am 31. Juli 2002 wird er zum Divisionsgeneral (General-de-divisão) und war bis 2005 im Verteidigungsministerium tätig. Danach folgte bis 2006 die Übernahme des Kommandos über die 6. Heeresdivision. Am 25. November 2006 wurde er zum Armeegeneral (General-de-Exército) befördert und übernahm von 2006 bis 2007 als Befehlshaber das Militärkommando West in Campo Grande. Von 29. November 2008 bis 29. April 2010 war er Befehlshaber des Militärkommandos Süd in Porto Alegre.
Am 6. September 2010 wurde De Nardi von Verteidigungsminister Nelson Jobim zum ersten Stabschef des am 25. August 2010 per Gesetz Nr. 136  neugegründeten Führungsstab der Streitkräfte (Estado Maior Conjunto das Forças Armadas; EMCFA) ernannt. Im Januar 2014 erfolgte seine erneute Wiederernennung zum Stabschef.